# Горили в тумані (фільм)
«Горили в тумані» — американський художній фільм режисера Майкла Ептеда.

## Опис
Фільм заснований на однойменній автобіографічній книзі Даяна Фоссі — жінки, що вибрала самотнє й важке життя серед дикої природи. Будучи запрошеною Національним географічним товариством, вона вирушає в Центральну Африку, де в країні, повній краси, чудес і небезпек, ідучи за своєю мрією, ризикує життям, вивчаючи гірських горил і рятуючи їх від людської жорстокості. Даяна Фоссі майже 20 років прожила в Центральній Африці, вивчаючи зникаючий вид гірських горил. У 1985 році вона була вбита за дивних обставин на своїй дослідницькій станції.

## Актори
- Сігурні Вівер
- Браян Браун
- Джулі Гарріс
- Джон Омира Мілуві
- Аєйн Катбертсон
- Костянтин Александров
- Вайгва Вачіра
- Ієн Глен
- Девід Ленсбері
- Меггі О'Нейлл
- Майкл Рейнолдс